# Хоменково (Липоводолинский район)
Хоменково (укр. Хоменкове) — село, Московский сельский совет, Липоводолинский район, Сумская область, Украина. Код КОАТУУ — 5923283206. Население по переписи 2001 года составляло 68 человек.
Село указано на трехверстовке Полтавской области. Военно-топографическая карта.1869 года как хутор Фоменков.

## Географическое положение
Село Хоменково находится на расстоянии до 1,5 км от сёл Аршуки, Чирвино и Мельниково.
По селу протекает пересыхающий ручей с запрудой.

## Экономика
- Молочно-товарная ферма.